# Gionata Zarantonello
Gionata Zarantonello, a volte accreditato come Jonathan Zarantonello (Vicenza, 14 novembre 1977), è un regista, sceneggiatore, montatore e scrittore italiano.

## Biografia
Nato a Vicenza nel 1979, frequenta il liceo classico locale fino al 1996, per poi frequentare a Imola nello stesso anno un corso di montaggio presso "La Palazzina". Dal 1997 frequenta a Milano un corso di regia presso la "Civica Scuola di Cinema" e nel 1999 un corso di effetti speciali alla USC di Los Angeles.
Gira in digitale il suo primo lungometraggio nel 1996, Medley, un film horror ambientato in alcune scuole superiori del Vicentino. Prodotto atipico per il mercato dell'epoca, partecipa al Fantafestival e al Courmayeur Noir in Festival, ottenendo anche una candidatura ai Nastri d'argento come miglior regista esordiente. Attraverso il passaparola il film ottiene una certa notorietà, fino a giungere nelle sale cinematografiche nel 2000 ed entrare nel catalogo video della casa di produzione statunitense Troma.
Nel 1999 realizza il cortometraggio Alice dalle 4 alle 5, con Piera Degli Esposti, tratto dall'omonimo libro dello stesso Zarantonello. Si aggiudica una menzione ai Nastri d'argento, il Primo Premio al Los Angeles Italian Film Award e a Visioni Italiane di Bologna e il Premio Excelsior del Presidente della Repubblica.
Inizia una collaborazione con Universal, che nel 2002 lo porterà a realizzare assieme a Gaia Bracco la serie in animazione Frank Cannazzo, presentata al Festival del Cinema di Venezia e al Future Film Festival.
Autore del libro Basta che respirano, edito in Italia da Coniglio Editore, nel 2003 ne trae il lungometraggio Uncut - Member only, con Franco Trentalance. Nel film è presente una sola inquadratura molto particolare, puntata sul pene del protagonista con un unico piano sequenza di più di 70 minuti. Il film viene presentato a Locarno e al Tribeca Film Festival e approda nelle sale americane distribuito dalla Strand Releasing. In italia è proiettato un'unica volta e, dato il contenuto esplicito, viene fatto uscire direttamente per l'home video.
Nel 2004 è creatore e realizzatore del format tv Cercasi uomo, 10 episodi da 52 minuti l'uno, per il canale televisivo Fox Life, accolto al Mipcom di Cannes come uno dei nuovi format più interessanti dell'anno.
Nel 2006 è regista della seconda unità di 48 ore, di Eros Puglielli, serie in 12 episodi per Canale 5.
Zarantonello è protagonista di una retrospettiva di cortometraggi al Festival Linea d'ombra di Salerno e di un episodio della serie di documentari Italian cinema's stowaways, di Paolo Brunatto.
Nel 2010 gira Spoof, un lungometraggio composto di 100 parodie, con parte degli episodi in animazione realizzati da Gaia Bracco, in coproduzione con Frame by Frame e Sky Cinema. Dopo una lunga post produzione digitale, il film è attualmente inserito nel circuito dei mercati internazionali.
Il 25 gennaio 2010 sono iniziate le riprese del film The Butterfly Room - La stanza delle farfalle, il cui soggetto è nuovamente Alice dalle 4 alle 5 ed una produzione italo-americana. In questo film, che narra la storia di un morboso rapporto madre/figlia, il regista italiano ha richiamato sullo schermo icone dell'horror che hanno praticamente cessato con la loro attività attoriale poco dopo il periodo di breve notorietà, quasi sempre avuto grazie ad una pellicola o poco più, nel film, infatti, rivedremo:
- Barbara Steele (La maschera del demonio, Lo spettro)
- Heather Langenkamp (Nightmare)
- Erica Leerhsen (Non aprite quella porta)
- Ray Wise (Fuoco cammina con me)
- Adrienne King (Venerdì 13)
- P.J. Soles (Halloween, la notte delle streghe)
- Camille Keaton (Non violentate Jennifer)

anche il famoso regista Joe Dante fa un cameo nella pellicola. Il film è uscito in Italia il 6 giugno 2010 ma non ha ottenuto grandi incassi. In Russia, invece, solo nel primo week-end di programmazione il film ha incassato 63000 $ anche se programmato in poco più di 110 sale. Un successo inaspettato che ha portato a breve la pellicola ad approdare anche in Kazakistan ed Ucraina. In Italia il film è stato proiettato in alcuni festival e rassegne dedicate al cinema di genere dove ha raccolto consensi.
Attualmente vive a New York.

## Filmografia

### Regia

#### Cortometraggi
- Scricchiolii (1995)
- La messa è finita... (1997)
- Non c'è che dire (1997)
- La cravatta (1998)
- Feel the Magic - videoclip (1998)
- The Fourth Camera (1999)
- Alice dalle 4 alle 5 (2000)

#### Lungometraggi
- Medley - Brandelli di scuola (2000)
- Uncut - Member Only (2003)
- The Butterfly Room - La stanza delle farfalle (The Butterfly Room) (2012)
- Spoof: Based on a True Movie (2017)

### Soggetto e sceneggiatura

#### Cortometraggi
- Scricchiolii (1995)
- La messa è finita... (1997)
- Non c'è che dire (1997)
- Feel the Magic - videoclip (1998)
- The Fourth Camera (1999)
- Alice dalle 4 alle 5 (2000)

#### Lungometraggi
- Medley - Brandelli di scuola (2000)
- Uncut - Member Only (2003)
- The Butterfly Room - La stanza delle farfalle (The Butterfly Room) (2012)
- Spoof: Based on a True Movie (2017)

### Montaggio
- Scricchiolii - cortometraggio (1995)

### Animazione
- Jenny McCarthy Rakes Washington - cortometraggio (1999)

## Pubblicazioni
- Alice dalle 4 alle 5, Bunker Lab, Roma, 1999
- Basta che respirano. Il metodo del cuscino e altri stratagemmi per sopravvivere alle donne, Coniglio Editore, Roma, 2005